# لوران بروتشارد
لوران بروتشارد (بالفرنسية: Laurent Brochard)‏ مواليد 26 مارس 1968 في لو مان، هو دراج فرنسي سابق. سبق أن شارك في دورة الألعاب الأولمبية الصيفية.

## سباقات أو مراحل فاز بها
- طواف فرنسا
- بطولة العالم لسباق الدراجات على الطريق
- طواف بولندا

| التاريخ        | السباق                                   | المركز                                         |
| -------------- | ---------------------------------------- | ---------------------------------------------- |
| 03 مايو 1992   | Trophée des Grimpeurs 1992               | التاسع في التصنيف العام                        |
| 01 يناير 1993  | بطولة سباق الطرق الفرنسية 1993           |                                                |
| 13 أبريل 1993  | باريس-كاممبير 1993                       | الرابع في التصنيف العام                        |
| 24 يونيو 1993  | 1993 روتي دو سود                         |                                                |
| 01 يناير 1994  | سباق حلبة دي لا سارث 1994                |                                                |
| 01 يناير 1994  | كأس فرنسا لركوب الدراجات على الطريق 1994 | الثالث في تصنيف النقاط                         |
| 13 فبراير 1994 | 1994 تور ميديترانين                      |                                                |
| 19 فبراير 1994 | طواف هوت فار 1994                        | الأول في التصنيف العام                         |
| 03 أبريل 1994  | Grand Prix de la ville de Rennes 1994    | الثامن في التصنيف العام                        |
| 05 أبريل 1994  | باريس-كاممبير 1994                       | الثالث في التصنيف العام                        |
| 18 أبريل 1995  | باريس-كاممبير 1995                       | الثاني في التصنيف العام                        |
| 01 يناير 1996  | بولينورماند 1996                         |                                                |
| 01 يناير 1996  | بطولة فرنسا لسباق الدراجات ضد الزمن 1996 |                                                |
| 17 مارس 1996   | باريس نايس 1996                          |                                                |
| 26 مايو 1996   | جائزة دو ميدي ليبر الكبرى 1996           |                                                |
| 23 أغسطس 1996  | طواف ليموزين 1996                        |                                                |
| 01 سبتمبر 1996 | جي بي واست-فرنسا 1996                    |                                                |
| 20 أكتوبر 1996 | 1996 Chrono des Nations                  |                                                |
| 01 يناير 1997  | سباق الطريق في بطولة العالم 1997         |                                                |
| 01 يناير 1998  | بولينورماند 1998                         |                                                |
| 24 مايو 1998   | جائزة دو ميدي ليبر الكبرى 1998           |                                                |
| 12 مارس 2000   | 2000 باريس-نايس                          | الأول في تصنيف النقاط، الثاني في التصنيف العام |
| 31 مارس 2000   | روت أديلي 2000                           | الأول في التصنيف العام                         |
| 07 أبريل 2000  | سباق حلبة دي لا سارث 2000                |                                                |
| 01 أكتوبر 2000 | باريس بورج 2000                          | الأول في التصنيف العام                         |
| 01 يناير 2001  | كأس فرنسا لركوب الدراجات على الطريق 2001 | الأول في تصنيف النقاط                          |
| 17 فبراير 2001 | 2001 تور ميديترانين                      |                                                |
| 17 أبريل 2001  | باريس-كاممبير 2001                       | الأول في التصنيف العام                         |
| 04 يونيو 2001  | Grand Prix de Villers-Cotterêts 2001     | الأول في التصنيف العام                         |
| 01 يناير 2002  | أربعة أيام من دونكيرك 2002               |                                                |
| 01 يناير 2002  | بولينورماند 2002                         |                                                |
| 15 سبتمبر 2002 | طواف بولندا 2002                         |                                                |
| 01 يناير 2003  | أربعة أيام من دونكيرك 2003               |                                                |
| 01 يناير 2003  | Critérium International 2003             |                                                |
| 16 فبراير 2003 | 2003 تور ميديترانين                      |                                                |
| 16 مارس 2003   | 2003 باريس-نايس                          | الأول في تصنيف النقاط                          |
| 11 أبريل 2003  | سباق حلبة دي لا سارث 2003                |                                                |
| 22 أبريل 2003  | باريس-كاممبير 2003                       | الأول في التصنيف العام                         |
| 16 أغسطس 2003  | طواف الدنمارك 2003                       |                                                |
| 01 يناير 2004  | أربعة أيام من دونكيرك 2004               |                                                |
| 08 فبراير 2004 | نجم بسجس 2004                            |                                                |
| 01 يناير 2005  | بطولة سباق الطرق الفرنسية 2005           |                                                |
| 29 مارس 2005   | باريس-كاممبير 2005                       | الأول في التصنيف العام                         |
| 21 يناير 2007  | داون أندر 2007                           |                                                |

## روابط خارجية
- لوران بروتشارد على موقع الاتحاد الدولي للدراجات (الإنجليزية)
- لوران بروتشارد على موقع أرشيف الدراجات (الإنجليزية)
- لوران بروتشارد على موقع إحصائيات الدراجات الإحترافية (الإنجليزية)
- لوران بروتشارد على موقع نسبة الدراجات (الإنجليزية)
- لوران بروتشارد على موقع أوليمبيديا (الإنجليزية)